# Piromancia

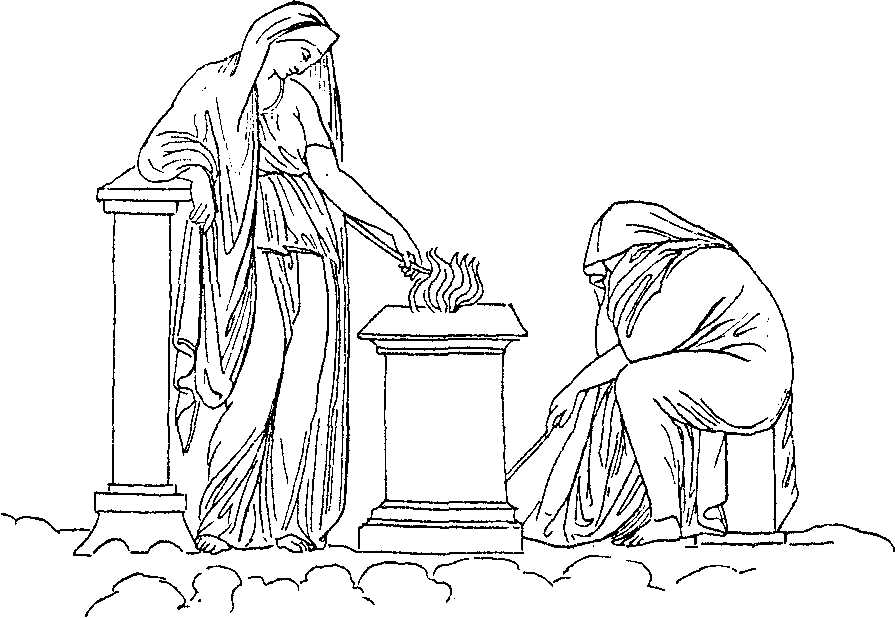
Piromancia

La piromancia, del latín pyromantĭa, y este del griego πυρο- (piro-, relativo al fuego) y -μαντεία (-mancia, adivinación, predicción), consiste en la adivinación según el color, chasquido o disposición de una llama.

## Orígenes
Dada la importancia del fuego en las culturas primitivas, es muy factible que la piromancia fuera una de las primeras formas de adivinación. La forma más básica de piromancia es aquella en la que el adivino o adivina observa las llamas, de un fuego ritual, una vela o alguna otra fuente de llama, e interpreta las formas que distingue en él. Se dice que en la antigua Grecia, las vírgenes del Templo de Atenea en Atenas, y posiblemente también los seguidores de Hefestos, el dios del fuego y la forja, practicaban regularmente la piromancia.
En la antigua China se practicó la piromancia desde el neolítico. Durante las dinastías Shang y Zhou, se practicó una forma de piromancia aplicando calor a los huesos oraculares (principalmente grandes escápulas de buey o caparazones ventrales de tortuga). Se practicaban orificios en los huesos, y al aplicar una varilla al rojo el hueso se quebraba, produciendo una grieta que era interpretada por el adivino. Las inscripciones que registraban las predicciones en los huesos hacia el final de la dinastía Shang constituyen el más antiguo corpus significativo de escritura china arcaica que haya sido encontrado.

## Tipos de piromancia
Dependiendo de la forma en que se aplica el fuego o calor, o del soporte o elementos utilizados en el ritual, se aplican distintos nombres al proceso piromántico. Se habla de «causinomancia» en referencia a la adivinación por quema de objetos, sean estos cuales sean; la «sideromancia» se realizaba interpretando los reflejos (parecidos a estrellas) que aparecían colocando para que se quemasen un número de pajitas sobre un hierro al rojo; «botanomancia» cuando el objeto quemado es una planta, «dafnomancia» o «empiromancia» a la adivinación quemando hojas de laurel. La «alomancia» es la adivinación que implica el lanzamiento de sal a las brasas del fuego. Cuando la adivinación se basa en el humo producido, se llama «capnomancia» (un humo ligero que sube directamente se entiende como de buen augurio).
La adivinación usando huesos se denomina «osteomancia». Un tipo de osteomancia implica el calentamiento de los huesos para producir crujidos y grietas, la «plastromancia» usando plastrones de tortuga y la «escapulomancia», usando escápulas animales, usadas en Asia y América del Norte.